# كرايغ أندرسون (لاعب كرة قاعدة أسترالي)
كرايغ أندرسون (بالإنجليزية: Craig Anderson)‏ هو لاعب كرة قاعدة أسترالي، ولد في 30 أكتوبر 1980.

## وصلات خارجية
- كرايغ أندرسون على موقع دوري أستراليا لكرة القاعدة (الإنجليزية)
- كرايغ أندرسون على موقعبيزبول رفرنس.كوم (الدوري الثانوي) (الإنجليزية)
- كرايغ أندرسون على موقع أوليمبيديا (الإنجليزية)
- كرايغ أندرسون على موقع اللجنة الأولمبية الأسترالية (الإنجليزية)